# Пропускна спроможність дільниці
Наявна пропускна спроможність дільниці на перегонах — це максимальна кількість вантажних поїздів (пар поїздів) установленої ваги і довжини, які можуть бути пропущені через цю дільницю за одиницю часу (доба, година) відповідно до її технічної оснащеності і прийнятого способу організації руху поїздів.  
Якщо колії в основному спеціалізовано для пасажирського (приміського) руху, то наявна пропускна спроможність вимірюється у пасажирських поїздах. Визначається така пропускна спроможність для паралельного графіку руху поїздів.
Окрім наявної розрізняють наступні види пропускної спроможності:
- Результативна наявна пропускна спроможність дільниці — найменша наявна пропускна спроможність окремої дільниці, що розраховується для наступних елементів: по перегонам, по станціям, по пристроям електропостачання електрифікованих ліній.

- Потрібна пропускна спроможність (розрахункова) — кількість поїздів, яка необхідна для виконання плану перевезень вантажів і пасажирів.

Якщо порівняти вище наведені існуючі визначення на залізницях України згідно стандарту UIC 406 розрізняють такі визначення понять пропускної спроможності:
1. Теоретична пропускна спроможність (англ. Theoretical Capacity, TC) — це кількість поїздів, які могли б прослідувати через дільницю протягом певного інтервалу часу, за умови повністю впорядкованого графіку руху (паралельний з однаковим часом ходу поїздів). Це верхня межа пропускної спроможності лінії, а її спосіб розрахунку є нескладним і базується на аналітичних обчисленнях. При розрахунку теоретичної пропускної спроможності не враховуються резерви, ігноруються наслідки змін в русі і збої, які відбуваються в реальності при слідуванні поїздів по дільниці.
2. Практична пропускна спроможність (англ. Practical Capacity, PC) — це практична межа “типового” обсягу поїздопотоку, який може бути пропущений через дільницю за умови прийнятного рівня надійності. Відображає реальну послідовність слідування поїздів різних категорій, їх пріоритети та враховує резерв. Якщо теоретична пропускна спроможність являє собою верхню теоретичну межу, то практична – представляє собою пропускну спроможність, що реально може бути реалізована.
3. Використана пропускна спроможність (англ. Used Capacity, UC) — це фактичний обсяг поїздопотоку, що пропускається через лінію. Пропускна спроможність, що використовується, відображає фактичний потік поїздів і операції, які відбуваються на лінії. Вона, як правило, нижча за практичну пропускну спроможність.
4. Доступна пропускна спроможність (англ. Available Capacity, AC) — це різниця між використаною пропускною спроможністю і практичною. Вона характеризує додаткову кількість поїздів, яка може бути пропущена через дільницю. Якщо доступна пропускна спроможність не буде використана, то її вважають втраченою (невикористаною).

При розрахунку пропускної спроможності в аналітичних формулах застосовуються такі показники:
- надійність — це здатність системи (або компонента) виконувати необхідні функції у відповідності з прийнятими умовами протягом певного періоду часу (IEEE 1990). Залізнична система є надійною, коли поїзди рухаються у відповідності з встановленим графіком руху більшу частину часу.

- пунктуальність (англ. punctuality) — це відсоток поїздів, що прибувають в межах певного відхилення від планованого часу прибуття або відправлення.

- стабільність (англ. stability) — це міра часу і зусиль, які необхідні для повернення до нормальної роботи після збурення системи.

Поряд з пропускною спроможністю існує поняття провізної спроможності залізничної дільниці — максимальний обсяг перевезень, який може бути освоєний при даній пропускній спроможності, наявному числі локомотивів, вагонів, забезпеченості електроенергією, паливом, кадрами та іншими ресурсами.
Провізна спроможність залежить від пропускної спроможності лінії, середньої маси поїзда на ділянці, співвідношення маси нетто і брутто, числа збірних і прискорених поїздів. Визначається вона в млн тон нетто на рік в кожному напрямку окремо.